# Halbdollar (Vereinigte Staaten)
Der Halbdollar (englisch half dollar) ist eine Münze der Vereinigten Staaten im Wert von 50 Cent oder einem halben US-Dollar. Seit 1964 zeigt die Münze auf der Vorderseite das Porträt von John F. Kennedy und auf der Rückseite das Siegel des Präsidenten der Vereinigten Staaten. Im täglichen Zahlungsverkehr wird sie nur noch selten verwendet.

## Geschichte
Der Halbdollar wurde 1794 zum ersten Mal geprägt. Alle frühen Typen tragen auf der Vorderseite ein Bildnis der Liberty und auf der Rückseite einen Wappenadler. Benannt nach den verschiedenen Liberty-Darstellungen werden folgende Typen unterschieden:
- Flowing Hair Half Dollar (1794–1795)
- Draped Bust Half Dollar (1796–1807)
- Capped Bust Half Dollar (1807–1839)
- Seated Liberty Half Dollar (1839–1891)
- Barber Half Dollar (1892–1915)
- Walking Liberty Half Dollar (1916–1947)

### Franklin Half Dollar
Der „Franklin Half“ wurde von 1948 bis 1963 geprägt. Er zeigt auf der Vorderseite Benjamin Franklin und auf der Rückseite die Liberty Bell. Das Design stammt von John R. Sinnock.

### Kennedy Half Dollar
Der „Kennedy Half“ ersetzte 1964, nur drei Monate nach der Ermordung Kennedys, den „Franklin Half“. Die Vorderseite zeigt das Porträt John F. Kennedys, gestaltet von Frank Gasparro; die Rückseite zeigt das Siegel des Präsidenten der Vereinigten Staaten und wurde ebenfalls von Frank Gasparro gestaltet.
Die Prägungen von 1964 bestanden noch wie die früheren Halbdollars aus 90 % Silber (bei einem Gewicht von 12,5 Gramm). Wegen des steigenden Silberpreises wurde die Münze von 1965 bis 1970 nur noch mit einem Silbergehalt von 40 % und einem Gewicht von 11,5 Gramm geprägt. Ab 1971 wurde, wie schon zuvor beim Vierteldollar und beim Dime, auf das Silber ganz verzichtet und mit Kupfer-Nickel beschichtetes Kupfer verwendet.
1976 trug der Halbdollar zum Zweihundert-Jahr-Jubiläum der Amerikanischen Unabhängigkeit ein spezielles Rückseitenmotiv mit der Independence Hall.

## Der Halbdollar im Umlauf
In der ersten Hälfte des 20. Jahrhunderts hatte der Halbdollar noch eine große Bedeutung für den Zahlungsverkehr. In den 1960er Jahren führten der steigende Silberpreis, aber auch das neue Motiv mit dem beliebten Präsidenten Kennedy dazu, dass die Münze in großem Ausmaß gehortet wurde. 1971, als das Nominal erstmals ohne Silberanteil geprägt wurde, hatte sich die Bevölkerung bereits an den Zahlungsverkehr ohne Halbdollar gewöhnt und verwendete die Münze kaum mehr. Die meisten Münzautomaten akzeptieren keine Halbdollars, was die Münze zusätzlich unattraktiv als Zahlungsmittel macht. Da es noch Reserven aus früheren Jahren gibt, welche die geringe Nachfrage problemlos decken können, werden seit 2001 Halbdollars nur noch in kleiner Auflage für Sammler geprägt.

## Technische Daten
Seit 1971 besteht die Münze aus einem Kupferkern und einer Beschichtung aus einer Kupfer-Nickel-Legierung. Die Gewichtsanteile (bezogen auf die ganze Münze) betragen 91,67 % Kupfer und 8,33 % Nickel.
Die Münze ist 11,34 Gramm schwer bei einem Durchmesser von 30,61 Millimeter und einer Dicke von 2,15 Millimeter. Der Rand ist geriffelt (150 Rillen).